# Diplodoma taurica
Diplodoma taurica is een vlinder uit de familie zakjesdragers (Psychidae). De wetenschappelijke naam van deze soort is voor het eerst geldig gepubliceerd in 1986 door Zagulajev.
De soort komt voor in Europa.